# Acontia rufitincta
Acontia rufitincta är en fjärilsart som beskrevs av George Francis Hampson 1910. Acontia rufitincta ingår i släktet Acontia och familjen nattflyn. Inga underarter finns listade i Catalogue of Life.